# Regionalflughafen Western Nebraska

i8
i11
i13
Der Western Nebraska Regional Airport (auch: William B. Heilig Field; IATA-Code: BFF, ICAO-Code: KBBF) ist ein öffentlicher Flughafen, 5 km östlich von Scottsbluff im Scotts Bluff County, Nebraska in den Vereinigten Staaten.

## Flughafendaten
Er hat zwei Asphaltpisten: eine mit 2523 m Länge und 46 m Breite und eine mit 1352 m Länge und 46 m Breite. Die Fläche des Flughafens beträgt 731 ha. Die Seehöhe beträgt 1209 m.

## Geschichte
Die ersten Landebahnen in Scottsbluff existierten vermutlich seit 1928 auf einer privaten Weide. Inland Airlines bot ab August 1940 mit einer Boeing 247 Flugverbindungen über Scottsbluff von Flughafen Cheyenne, Wyoming nach Rapid City, South Dakota und Pierre, South Dakota an. Der Militärflugplatz Scottsbluff Army Airfield wurde 1943 von der US-Armee für 5,5 Millionen US-Dollar gebaut (heute – 2023 – etwa 125 Mio. $). Das Scottsbluff Army Airfield war Teil einer Reihe von Trainingsstützpunkten, die während des Zweiten Weltkriegs in Nebraska errichtet wurden.  Ursprünglich war das Scottsbluff Army Airfield ein Satellitenstandort des Luftwaffenstützpunkts Casper Wyoming. Die Aufgabe dieser Anlage bestand darin, die Besatzungen der B-17- und Consolidated B-24-Bomber auszubilden.
Kurz nach dem Zweiten Weltkrieg, im Juli 1947, vergab die War Assets Administration das Flugplatzgelände und die Start- und Landebahnen an Scottsbluff zur Nutzung als städtischer Flughafen. Das Militär nutzte den Flughafen bis 1950 weiterhin regelmäßig für militärische Trainingszwecke. Im Juli 1970 übertrug die Stadt den Besitz des Flugplatzes an Scotts Bluff County, das die Anlage bis heute als William B. Heilig Field betreibt.
Frontier Airlines flog 1979 mit Convair CV-580 nach Denver, Flughafen Cheyenne und North Platte Regional Airport, Nebraska. Im Jahr 1981 bis 1984 ebenfalls mit Convair, aber auch mit Boeing 737-200 nach Denver und North Platte. Ab 1985 flog Rocky Mountain Airways mit de Havilland Canada DHC-6 Twitter Otter und de Havilland Canada DHC-7 nach Denver. Ab dem Jahr 1989 flogen Rocky Mountain Airways als Continental Express  mit Beechcraft 1900 nach Denver und GP Express Airlines mit Beechcraft Model 99 nach North Platte
Im Jahr 1995 flogen GP Express Airlines als Continental Connection nach Alliance, Nebraska, Denver und North Platte und Mesa Airlines als United Express ebenfalls Denver an, beide mit Beechcraft 1900.
Seit 2018 fliegt SkyWest Airlines, als United Express im Rahmen des Essential Air Service, mit 
Bombardier CRJ200 nach Denver. Der Vertrag wurde im Jahr 2022 erneuert.

## Flugbetrieb
Im Jahre 2022 wurden 12.548 Passagiere befördert. Im selben Jahr fanden 27.897 Flugbewegungen statt, davon 11.000 lokale Bewegungen, 14.600 Zwischenlandungen, 627 Air-Taxi-Flüge, 1.270 Frachtflüge und 400 militärische Flüge. 28 einmotorige und 4 zweimotorige Flugzeuge sowie 1 Jetflugzeug und 2 Hubschrauber waren 2022 hier stationiert.
Die wichtigste Fluggesellschaft für den Flughafen ist SkyWest Airlines, die als United Express den Flughafen bedient.